# Sway (The Kooks)
Sway è un singolo della band indie rock britannica The Kooks, tratto dall'album Konk (2008), pubblicato il 13 ottobre 2008 per la Virgin Records.

## Tracce
1. Sway [radio mix]
2. Stole Away

Versione limitata
1. Sway - 3:36
2. Sway [live Woodstock session] - 4:02
3. Stole Away [demo] - 2:53
4. It Can Be So Hard [demo] - 2:28

## Classifiche
| Classifica (2008) | Posizione massima |
| ----------------- | ----------------- |
| Regno Unito       | 41                |